# Hogwarts
Hogwarts skola för häxkonster och trolldom är en litterär plats som förekommer i J.K. Rowlings böcker om Harry Potter. Hogwarts är en internatskola för minderåriga trollkarlar och häxor, det vill säga för barn med magiska förmågor. En stor del av handlingen i böckerna om Harry Potter utspelas på Hogwarts.
Grundtemat i böckerna är att alla barn med magiska förmågor söks upp och blir erbjudna att bli intagna på Hogwarts då de är elva år gamla.
Skolan grundades av fyra mycket skickliga trollkarlar och häxor. Under den allra första tiden av skolans verksamhet, valde grundarna själva ut sådana elever som de ansåg skulle passa in i "deras eget" elevhem. Sedan lång tid sker numera urvalet med hjälp av en magisk sorteringshatt. Internatskolan är ett slott vid en djup sjö någonstans i Skottland.
Slottet är mycket stort med tinnar, torn, hemliga gångar, rörliga trappor, spöken och talande porträtt. I skolan finns klassrum anpassade till de olika läroämnena, elevhemssalar med sovsalar åt eleverna, ett bibliotek, personalutrymmen och en stor sal där elever och lärare intar sina måltider och firar olika högtider. På skolområdet finns också växthus och en Quidditchplan, på vilken Quidditchturneringen mellan de olika elevhemmen spelas. På skolan går elever från Storbritannien och Irland, medan barn med magiska kunskaper från andra länder går på andra skolor, såsom Beauxbatons och Durmstrang.
Skolans motto är Draco Dormiens Nunquam Titillandus, vilket är latin och betyder "Kittla aldrig den drake som sover", alternativt den mer talspråkliga tolkningen "Låt sovande drakar vila".

## Elevhemmen på Hogwarts
Hogwarts är uppdelat i fyra elevhem som vart och ett bär dess grundares efternamn: Godric Gryffindor, Salazar Slytherin, Rowena Ravenclaw och Helga Hufflepuff. Under hela läsåret tävlar elevhemmen om huscupen och vinner respektive förlorar poäng baserat på handlingar, såsom prestationer i klassen och regelbrott. Hemmet med den högsta totalsumman i slutet av året vinner elevhemspokalen och får sina färger visade i Stora salen under följande läsår. Varje hus har också sitt eget Quidditch-lag som tävlar om Quidditchcupen. Dessa två tävlingar skapar rivalitet mellan hemmen. Varje elevhem står under överinseende av Hogwartspersonalen. Huscheferna, som de kallas, ansvarar bland annat för att ge sina elever viktig information, hantera frågor om stränga bestraffningar och svara på nödsituationer i sina hus. Varje elevhem har sin egen sovsal och sitt eget uppehållsrum, som är otillgängligt för studenter som tillhör andra elevhem.

Skolans vapensköld med skolans motto nedan. Den visar varje elevhems vapensköld och färger. Från medurs uppifrån vänster: Gryffindors lejon, Slytherins orm, Ravenclaws örn och Hufflepuffs grävling.

### Gryffindor
Gryffindor värderar mod, ridderskap och styrka. Djuret på emblemet är ett lejon, vars färger är scharlakansrött och guld. Nästan Huvudlöse Nick är elevhemsspöket. Eftersom det är Harry Potters elevhem, så är det det enda elevhemmet som beskrivits i detalj i böckerna.

Gryffindorarna är impulsiva, usla på att ta kritik och stolta. Gryffindorare är till sin natur stolta och har ett starkt självförtroende. De har svårt att backa från ett slagsmål och erkänna att de har fel. De har också mycket svårt att glömma ifall de har fått ett dåligt intryck av en person, om så skulle vara fallet, eller ändra sin åsikt om någon. Deras elevhemsföreståndare är Minerva McGonagall.

### Hufflepuff
Huffelpuffarna värderar hårt arbete, tålamod, vänskap och lojalitet. Pomona Sprout är elevhemmets föreståndare, Den Tjocke Munkbrodern är elevhemsspöket och djuret på skölden är en grävling.

Enligt J.K. Rowling representerar Hufflepuff elementet jord och dess lokaler är belägna någonstans nära skolans kök. Hufflepuff-eleverna är tålmodiga, snälla, hårt arbetande och lojala. De förespråkar även rent spel och rättvisa. Hufflepuffarna är lojala mot sina värderingar, sin tro och sina vänner och de sviker aldrig någon. Det krävs mycket för att de ska ändra sina värderingar.

### Ravenclaw
De som hamnar i Ravenclaw är de som är eller har potential att bli kvicktänkta och har ett gott förstånd. Djuret på vapenskölden är en örn med färgerna blå och brons, elevhemsspöket är den Grå Damen och det är Filius Flitwick som är elevhemsföreståndare.
Enligt J.K. Rowling motsvarar elevhemmet elementet luft. Sällskapsrummet ligger i Ravenclawtornet på den västra sidan av skolan. Ytterst få från Ravenclaw är speciellt nämnda vid namn, och de som är omnämnda spelar ingen stor roll i böckerna, bortsett från Luna Lovegood och Cho Chang.

Huvuddragen hos Ravenclaweleverna är intelligens, intellekt och öppenhet att upptäcka. Ravenclawarna är mycket nyfikna till sin natur och vill alltid veta mer om allt.

### Slytherin
De som hamnar i Slytherin är de som är ambitiösa, listiga, kvicktänkta och har allt som oftast rent trollkarlsblod. Djuret på deras emblem är en orm i silver och elevhemsspöket är den Blodige Baronen. Elevhemsföreståndare är i de sex första böckerna Severus Snape men i den sjunde Horace Snigelhorn. Slytherins sovsal och uppehållsrum ligger nere i fängelsehålorna. För att komma in behöver man ange ett lösenord.
Enligt Albus Dumbledore (i Harry Potter och Hemligheternas kammare), värderar Slytherin de handplockade eleverna som bland annat talar ormspråk, är kvicktänkta, beslutsamma och inte tar hänsyn till skolans regler, vilket Dumbledore finner vara kvaliteter som Harry Potter besitter.

## Rektorer
Rektorn för Hogwarts ansvarar för skolans ledning samt för den dagliga såväl som för den långsiktiga driften.
Rektorns kontor är beläget uppe i ett av tornen. Kontoret är stort och dekorerat med porträtt av de personer som tidigare varit rektorer. Dessa porträtt skapas magiskt i samma stund som en rektor avlider. Då Dumbledore dog avbildades han sovande på det porträtt som framträdde.

## Beskrivning av Hogwarts

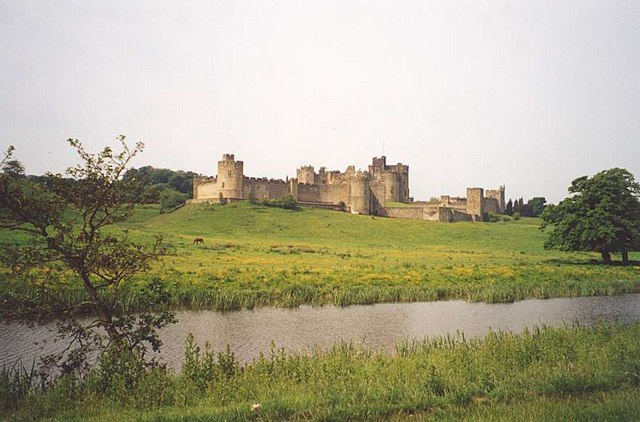
Alnwick Castle användes vid filmatiseringarna.

Hogwarts ligger naturskönt i Skottland, långt ifrån mugglares insyn. Där finns klassrum anpassade till de olika ämnena, elevhemssalar med sovsalar åt eleverna, ett bibliotek, personalutrymmen och en stor sal där elever och lärare intar sina måltider och även firar olika högtider. På skolområdet finns också växthus och en Quidditchplan. Många rum, trappor och dörrar i byggnaden förflyttar sig, vilket enligt böckerna beror på byggnadens inneboende magi. I verkligheten har emellertid Rowling erkänt att detta beror på hennes dåliga minne.